# Catalina Montserrat García Carrasco
Catalina Montserrat García Carrasco (Barcelona, España, 1969) es una política española, consejera de Sostenibilidad y Medio Ambiente de la Junta de Andalucía.

## Biografía
Diplomada en Enfermería por la Universidad de Jaén. Ejerció labor asistencial en residencias para mayores. Fue alcaldesa de Jimena (Jaén) entre 1995 a 1999, y posteriormente desde 2003 a 2011. En el año 2012 toma posesión como diputada autonómica y también es nombrada senadora en representación del Parlamento de Andalucía. Ejerce su cargo como senadora hasta 2015.
En 2019 es nombrada viceconsejera de Salud y Familia de la Junta de Andalucía, segunda tras el consejero Aguirre. Formó parte del equipo que gestionó la pandemia de COVID-19 en Andalucía. 
En 2022 asciende a consejera de Salud, después de que Aguirre fuera nombrado presidente del parlamento andaluz. En 2024 es nombrada consejera de Medio Ambiente y Sostenibilidad.